# Nino Bixio Scota
Nino Bixio Scota (Senigallia, 30 aprile 1876 – Bologna, 12 luglio 1954) è stato un politico e avvocato italiano.

## Biografia
Nato a Senigallia, si trasferisce a Bologna con la famiglia seguendo il padre, delegato di pubblica sicurezza. Nel 1898 si iscrive al Partito socialista italiano, e successivamente si laurea in giurisprudenza e lettere. Lavora come avvocato, in particolare operando a favore delle classi sociali più deboli. Nel 1914 viene nominato vicesindaco e assessore con deleghe all'Ufficio legale nella prima giunta Zanardi.
Dal 1919, in qualità di assessore anziano, esercitò le funzioni di sindaco fino alla fine del mandato, in seguito all'elezione di Zanardi alla Camera dei deputati. Dopo la strage di Palazzo d'Accursio cessa l'attività pubblica, pur continuando a professare idee socialiste e a contrapporsi al fascismo.